# Lei de Esterilização Sexual
Durante a era do nacional-socialismo na Alemanha nazista, a discriminação contra os “doentes hereditários” atingiu seu ápice. A higiene racial era uma grande preocupação e a intenção de corrigi-la levou a Alemanha a adotar medidas extremas. Pessoas surdas e com deficiência auditiva, assim como todas as pessoas com deficiência, eram consideradas um “fardo social”. Adolf Hitler e muitos outros temiam que a surdez fosse um gene hereditário que pudesse ser transmitido da mãe ou do pai para o filho. A principal solução adotada pela Alemanha para reduzir esse contingente foi a esterilização.

## Visão geral
Mais de cem esterilizações femininas eram conhecidas na década de 1930. Os procedimentos de esterilização eram realizados de duas formas comuns: pela vagina ou por laparotomia. A incisão vaginal mostrava-se muito pouco confiável, sendo raramente praticada. A laparotomia é um procedimento cirúrgico na cavidade abdominal, considerado o mais “bem-sucedido” para tornar a mulher infértil no longo prazo. Quando a cavidade abdominal era aberta, as técnicas de esterilização eram a esmagamento ou remoção das trompas de Falópio, mas o método mais “eficaz” consistia na histerectomia, procedimento que os cirurgiões frequentemente preferiam. Todos esses procedimentos eram realizados com pouco ou nenhum anestésico[carece de fontes?]. Alguns métodos mais simples limitavam-se à remoção das trompas, porém, devido à alta taxa de insucesso, não eram comumente empregados. “A esterilização oferecia aos cirurgiões e ginecologistas um amplo campo de experimentação em sujeitos humanos para testar novos procedimentos operatórios.” Outro método simples, porém perigoso, era a esterilização por raios-X. No fim, a escolha da operação ficava a critério do cirurgião.
> “Com o coração pesado, deixei-me esterilizar novamente. Mas foi muito pior que na primeira vez. Meu estômago foi cortado de forma horrível. Na primeira esterilização, a incisão foi horizontal, mas na segunda fizeram um grande corte vertical na minha barriga. Muitas vezes tive hérnia quando me levantava à noite e me mexia. Rompia tudo.”

### Lei para a Prevenção da Prole com Doenças Hereditárias
A Alemanha promulgou a Lei para a Prevenção da Prole com Doenças Hereditárias em 14 de julho de 1933. Ela foi alterada e ampliada em 26 de junho de 1935, quando foi acrescentada a Seção 10a, que autorizava abortos forçados em mulheres que, de outro modo, estariam sujeitas à esterilização. O objetivo era impedir a expansão das doenças hereditárias. Hitler acreditava numa nação ariana e que a raça alemã poderia reinar suprema por meio da eugenia. Qualquer pessoa considerada “inapta para viver” deveria ser esterilizada ou eliminada. No caso dos surdos judeus, muitos foram eliminados.
A Seção 1 da Lei para a Prevenção da Prole com Doenças Hereditárias estabelecia: “pode ser esterilizada, por meio de operação cirúrgica, a pessoa portadora de enfermidade hereditária, quando a experiência da ciência médica indicar forte probabilidade de que sua prole sofra de graves defeitos físicos ou mentais de caráter hereditário.” A surdez era tida como hereditária, embora faltassem estudos e métodos modernos para comprovar o contrário.
Os eugenistas alemães defendiam que apenas a esterilização compulsória, legalmente regulamentada, solucionaria a questão da “higiene racial”, crença que hierarquizava as raças e buscava impedir que pessoas consideradas não-brancas gerassem filhos com as consideradas brancas. Então, inspiraram-se nos Estados Unidos. Entre 1934 e 1939, estimativas apontam que foram esterilizadas de 200 000 a 400 000 pessoas, ou seja, até 0,5% da população alemã. A Lei para a Prevenção da Prole com Doenças Hereditárias não afetou apenas surdos, mas também indivíduos com outras deficiências, incluindo deficiência intelectual, esquizofrenia, epilepsia hereditária, cegueira, deficiências físicas, retardo mental congênito e até alcoolismo grave. Qualquer pessoa adoentada ou deficiente, física ou mentalmente, era vista como um peso para a sociedade (econômico ou social) e, por isso, condenada à esterilização. Tratava-se de eliminar os “genes ruins” do pool genético para tentar reproduzir a sociedade “ideal”.
Os surdos eram denunciados às autoridades por familiares, colegas, professores e médicos. Crianças em escolas para surdos eram frequentemente levadas, muitas vezes por seus próprios professores, para serem esterilizadas sem consentimento ou conhecimento. Algumas foram obrigadas a se submeter ao procedimento mesmo havendo provas de que poderiam dar à luz crianças saudáveis. Após a inclusão da Seção 10a, as mulheres passaram não apenas a ser esterilizadas à força, mas também a sofrer abortos forçados, alguns realizados até o nono mês de gestação.
O método usual de esterilizar homens consistia em cortar os ductos espermáticos, conhecido como vasectomia. Na década de 1930, existiam mais de cem procedimentos diferentes de esterilização feminina. Em quase todos os casos praticava-se a laparotomia, esmagando-se, seccionando-se ou removendo-se as trompas de Falópio, ou ainda removendo-se completamente o útero. Esse procedimento era apelidado de “corte de Hitler” e demorava semanas ou até meses para cicatrizar. Algumas pacientes morriam devido a complicações cirúrgicas, como infecções. A partir de 1936, tornou-se legal o uso de raios-X como forma de esterilização. Esses métodos permitiram que cirurgiões e ginecologistas experimentassem em humanos novos procedimentos operatórios.
Legisladores e instituições decidiram manter sigilo sobre a perseguição prevista na lei de esterilização, e surdos e suas famílias eram aconselhados a não revelar o que haviam sofrido. Folhetos e outras formas de propaganda sugeriam que as operações eram inofensivas, comparando-as a apendicectomias. Até alguns educadores de surdos chegaram a caracterizar a “experiência da esterilização” como positiva.
Um questionário enviado por Horst Biesold, autor de _Crying Hands: Eugenics and Deaf People in Nazi Germany_, revelou que, entre os que responderam, 1 215 admitiram ter sido esterilizados entre 1933 e 1945. As idades variaram de nove a cinquenta anos, sendo que 18% tinham entre vinte e vinte e cinco anos. Mais de metade eram mulheres. Quase todos nasceram entre 1901 e 1926. A maioria das esterilizações ocorreu em Berlim, mas também em cidades como Munique, Düsseldorf, Dortmund, Duisburg e Essen.

## Esterilização de crianças surdas
Na Alemanha nazista, muitas pessoas foram forçadas à esterilização por acreditarem na pureza racial e no direito de exercê-la. Entre 1933 e 1945, cerca de 15 000 surdos foram esterilizados à força. A vítima mais jovem tinha apenas 9 anos; quase 5 000 crianças de até 16 anos foram submetidas ao procedimento. Crianças surdas eram esterilizadas por alegada hereditariedade da surdez ou por retardamento mental. Algumas foram denunciadas por comportamento anti-social ou supostos defeitos de caráter.
Algumas crianças surdas passaram a fingir que ouviam e até a falar para evitar esse destino. Embora a farsa tenha salvado algumas, milhares caíram na armadilha. Muitos alunos de instituições para surdos foram denunciados por seus próprios professores e diretores. Esses educadores os levaram a hospitais sob pretexto de outros tratamentos e, sem aviso prévio, praticavam a esterilização. Se uma criança se recusasse, era agredida e algemada, e, em alguns casos, obrigada a assistir ao procedimento. Frequentemente, os pais só eram informados depois da realização. Acreditavam estar enviando os filhos para “curar a surdez”, quando, na verdade, eles eram esterilizados ou mesmo mortos. Por volta de 1940, a esterilização foi interrompida e sucedida pelo assassinato, chamado pelos nazistas de “morte piedosa”: cerca de 16 000 surdos foram executados. Aproximadamente 1 600 crianças surdas com deficiências especiais foram mortas por envenenamento ou inanição. Recém-nascidos tidos como surdos eram registrados e assinalados para a morte. Mulheres grávidas e surdas eram forçadas a abortos, inclusive no nono mês de gestação. Muitos pais, convencidos de que seus filhos seriam “curados”, só souberam de suas mortes após as cremações, pois não recebiam sequer as urnas funerárias. A família ficava com a impressão de morte por causas naturais.
As esterilizações forçadas eram realizadas às pressas e com poucos anestésicos. O processo atingia áreas íntimas, e muitas vítimas sentiram-se mutiladas, violadas e humilhadas, sobretudo na puberdade. Crianças surdas viveram marcadas pela violação física e psicológica.

## Efeitos da esterilização
Essas esterilizações provocaram não só impactos físicos, mas também mentais e emocionais. Alguns surdos esterilizados foram internados em clínicas neurológicas e sanatórios por depressão. As relações pessoais, noivados e casamentos foram afetados negativamente, e muitos sobreviventes ficaram solitários e isolados, chegando até ao suicídio.
Os efeitos físicos das operações na Alemanha nazista foram dramáticos, pois os médicos frequentemente operavam com pouca ou nenhuma anestesia, causando dores extremas durante e após o procedimento. Estudos indicam que essas dores persistiram por décadas. Horst Biesold, professor de surdos e autor de _Crying Hands_, entrevistou e pesquisou diversos sobreviventes surdos. Neste trecho de _Crying Hands_, uma entrevistada nascida em 1918 descreve os efeitos físicos da própria esterilização:
> “Fui esterilizada à força pelos nazistas em julho de 1938. Foi uma tortura extremamente dolorosa… Sofri dores terríveis… Durante todo o meu casamento com um marido surdo, tive dores decorrentes da operação. Até hoje sinto dores intensas… Enquanto outras mulheres têm orgasmo e sentem prazer, a cicatriz da operação mata todo o prazer para mim.”
Outros relatos incluem um homem que sofreu problemas cardíacos por anos, uma mulher que adoeceu gravemente e outro homem que só sentia dor durante o ato sexual em razão da esterilização.
Dos 1 215 entrevistados por Biesold, 601 (49,47%) responderam “sim” quando questionados se ainda sofriam dores físicas em consequência da operação. Destes, 258 (52,54%) relataram dores no abdômen, especificamente na virilha, nos testículos e na região lombar.
A esterilização forçada causou grande dano emocional às vítimas surdas. Depoimentos de _Crying Hands_ relatam o luto de não poder ter filhos e o sofrimento pelo noivado desfeito porque a noiva não podia mais engravidar. Quando indagados sobre dor psicológica, 928 (78,38%) dos 1 215 responderam “sim”, 49 (4,03%) “não” e 238 (19,59%) não responderam.
Os efeitos emocionais em jovens esterilizados foram maiores do que em adultos. Homens de 13 a 18 anos tinham 12% mais probabilidade de relatar sofrimento mental do que os mais velhos; entre as mulheres dessa faixa etária, o índice era 9% maior. Houve relatos de depressão severa, tentativas de suicídio e percepção de que a vida poderia ter sido diferente. Quando questionados “Você ainda sofre dor psicológica?”, “Você costuma se sentir triste?” e “Você se sente solitário por não ter filhos?”, 172 homens (85,15%) responderam “sim”, 3 (1,49%) “não” e 27 (13,37%) não responderam; entre as mulheres, 195 (84,42%) disseram “sim”, 3 (1,30%) “não” e 33 (14,29%) não responderam.